# USS Balao (SS-285)
USS Balao (SS-285) – підводний човен військово-морських сил США типу «Балао» (головний у цій серії), споруджений під час Другої Світової війни.
Човен спорудили на належній військово-морським силам США верфі Portsmouth Naval Shipyard у Кіттері, штат Мен. Після проходження випробувань біля узбережжя Конектикуту Balao вирушив до Брисбену (східне узбережжя Австралії), куди прибув 10 липня 1943 року.

## Походи
Всього човен здійснив десять бойових походів.

### 1-й похід
25 липня 1943-го Balao вийшов для дій на комунікації між островами Трук (головна передова база японського флоту, звідки провадились операції та здійснювалось постачання гарнізонів у цілому ряді архіпелагів) та архіпелагом Бісмарка. Тут він п’ять разів зустрічав ворожі кораблі, проте жодного не зміг зайняти положення для атаки. 13 вересня Balao повернувся до Брисбену.

### 2-й похід
4 жовтня 1943 Balao (разом з іншим підводним човном Silversides) покинув свою базу та 11 жовтня прибув для бункерування на Тулагі (невеликий острів та гавань на сході Соломонових островів трохи північніше Гуадалканалу). Після цього Balao вирушив для дій на трасі між Палау (західні Каролінські острови) та Рабаулом. 17 та 23 жовтня човен атакував два конвої, по яким випустив 16 торпед. Попри те, що у другому випадку Balao претендував аж на шість попадань, за результатами післявоєнних досліджень на його рахунок не були записані якісь перемоги (при цьому другий конвой наступного дня був атакований Silversides, яка отримала три підтверджені перемоги над торговими суднами). Враховуючи використання більшої частини боєзапасу, Balao зайшов для його поповнення на Тулагі. Після цього 28 жовтня він вирушив для дій на комунікації від островів Трук на південь, де 4 листопада безрезультатно випустив шість торпед по конвою. 14 листопада Balao втретє зайшов на Тулагі, а 16 листопада завершив похід в затоці Мілн (крайнє південно-східне завершення Нової Гвінеї).  

### 3-й похід
Тривав з 8 грудня 1943-го по 15 січня 1944-го та завершився поверненням до Брисбену. 12 грудня Balao відвідав для бункерування на Тулагі, після чого знову вирушив у район на південь від островів Трук. Тут 27 грудня він зустрів з’єднання у складі важких крейсерів «Кумано» та «Судзуя» під охороною двох есмінців, котре йшло на значній швидкості протичовновим зігзагом. Жодна з випущених по крейсерах торпед не потрапила у ціль. 1 січня 1944-го за п’ять з половиною сотень кілометрів на південний захід від Труку човен атакував конвой із одного транспортного судна Kiyosumi Maru (6991 тон), який під ескортом есмінця «Юкадзе» та тральщика W 22 прямував до Кавієнгу (важлива база японців у архіпелазі Бісмарка на острові Нова Ірландія). Balao випустив шість торпед, три з яких потрапили у судно, після чого вдало ухилився від контратаки глибинними бомбами. Що стосується пошкодженого транспорту, то того ж дня з Трука прибув легкий крейсер «Нака» і узяв його на буксир. 2 січня до нього приєднався есмінець «Танікадзе», тоді як легкий крейсер «Ойодо» та есмінець «Акідзукі» забезпечували ескорт. До рятувальної операції приєднався також допоміжний мінний загороджувач «Kinjo Maru». У підсумку 8 січня Kiyosumi Maru вдалось дотягнути до островів Трук, де його поставили на ремонт. Тут він і був потоплений 17 лютого 1944-го під час рейду авіаносної авіації (операція «Хейлстоун»).

### 4-й похід
6 лютого 1944-го човен вийшов з Брисбену та після традиційного бункерування на Тулагі прибув в середині місяця в район бойового патрулювання на північ від західної частини Нової Гвінеї. Наприкінці лютого Balao атакував тут два конвої та потопив три транспортні судна. На початку березня човен безрезультатно атакував ще три конвої. Оскільки були використані всі торпеди, 7 березня Balao прибув до затоки Лангемак (північно-східне завершення Нової Гвінеї), а після поповнення запасів вирушив на Гаваї та прибув 19 березня до Перл-Гарбору.

### 5-й похід
24 квітня 1944-го човен вийшов на чергове бойове патрулювання та після бункерування на острові Мідвей прибув до району Палау. Тут на початку червня з нього випустили шість торпед по конвою та чули два вибухи, проте післявоєнні дослідження не підтвердили якихось втрат японської сторони. 12 червня Balao прибув на базу на атоллі Маджуро, створену після успішної операції проти Маршаллових островів у січні 1944-го.

### 6-й похід
5 липня 1944-го човен знову вийшов в район Палау. Тут 26 липня він здійснив артилерійський обстріл острова Ангаур (південно-західна частина архіпелагу Палау) та підібрав збитого пілота, а наступного дня підібрав ще двох льотчиків біля сусіднього острова Пелеліу. 29 липня Balao артилерійським вогнем потопив сампан (одночасно інший підводний човен Drum знищив ще один сампан з тієї ж групи). 12 серпня човен прибув на нещодавно відбитий у японців острів Сайпан (Маріанські острови), а 22 серпня досяг Перл-Гарбору. Після цього Balao вирушив для ремонту на верфі Mare Island Navy Yard (Вальєхо, Каліфорнія) та повернувся до Перл-Гарбору лише 15 листопада.

### 7-й похід
4 грудня 1944-го Balao у складі «вовчої зграї», до якої також входили підводні човни Icefish та Spot, відбув для бойових дій у Жовтому морі. Після бункерування на Сайпані «зграя» прибула до району бойового патрулювання, де на початку січня 1945-го Balao спершу потопив шхуну (використавши для цього три торпеди), а через кілька діб знищив вантажне судно (у цьому випадку кількома серіями було випущено аж шістнадцять торпед, сім з яких вразили ціль). 19 січня 1945-го човен прибув на острів Гуам (Маріанські острови), а 21 лютого перейшов на сусідній Сайпан.

### 8-й похід
27 лютого 1945-го Balao у складі «вовчої зграї», до якої також входили підводні човни Tench, Guardfish та Sea Devil, відбув для бойових дій у Східно-Китайському та Жовтому морях. Тут 18 березня на виході з Жовтого моря човен потопив траулер Дайто Мару №2 (188 тон). Наступного дня Balao перемістився південніше та у Східно-Китайському морі за дві сотні кілометрів на північний схід від Шанхаю атакував конвой, потопивши одне транспортне судно (при цьому загинуло 1118 осіб) та пошкодивши переобладнаний мінний загороджувач Tatsuharu Maru. На останньому загинуло 149 осіб, проте він втримався на плаву, а за тиждень досяг Шанхаю та став на ремонт (у підсумку пережив війну і використовувався японським торговельним флотом до 1970 року). 
В другій половині дня все того ж 19 березня Balao артилерійським вогнем знищив групу із чотирьох траулерів – Дайто Мару №1 (156 тон), Кацура Мару №1, Ейхо Мару №1 та Ейхо Мару №2. За тиждень по тому човен у південній частині Жовтого моря потопив артилерійським вогнем вантажне судно. 8 квітня 1945-го Balao прибув на острів Гуам.

### 9-й похід
3 травня 1945-го Balao у складі «вовчої зграї», до якої також входили підводні човни Dragonet, Shad та Spikefish, відбув для бойових дій у Жовтому морі. 6 травня через певні технічні проблеми човен повернувся на Сайпан, звідки повторно вийшов того ж дня. 19 травня біля узбережжя півострова Ryongyon (Корея) човен випустив кілька торпед по транспортному судну, але промахнувся (втім, одна з торпед поцілила та знищила сампан). Невдовзі на Balao знову виникли технічні проблеми, через що він покинув район патрулювання та, зробивши зупинку на атолі Мідвей, 7 червня завершив похід в Перл-Гарборі.

### 10-й похід
7 липня 1945-го човен вийшов з головної бази, а 19 – 21 липня провів на Сайпані. Далі він вирушив в район на схід від острова Хонсю із завданням забезпечувати порятунок пілотів, котрі могли бути збиті під час нальотів на Японію. Тут у першій декаді серпня Balao підібрав чотирьох льотчиків, а 14 серпня артилерійським вогнем потопив невеликий люгер. Наступного дня у зв’язку із капітуляцією Японії човен отримав наказ повертатись до Перл-Гарбору, куди прибув 25 серпня.

## Післявоєнна доля
У 1946-му човен вивели в резерв, проте в 1952-му, під час Корейської війни, повернули до бойового складу флоту. 
В 1959-му Balao взяв участь у зніманні фільму «Операція «Нижня юбка».
У 1963-му човен визнали непридатним для подальшої служби. Його бойову рубку та перископ демонтували та встановили у Національному музеї ВМС США у Вашингтоні. Корпус був використаний як мішень та 6 вересня 1963 затонув біля узбережжя Флориди.

## Бойовий рахунок
| Дата       | Назва          | Тип                 | Тоннаж | Місце             |
| 23.02.1944 | Ніккі Мару     | вантажо-пасажирське | 5857   | 0°7'S 135°42'E    |
| 28.02.1944 | Сьохо Мару     | вантажне            | 2723   | 0°6'N 132°53'E    |
| 28.02.1944 | Акіура Мару    | вантажо-пасажирське | 6803   | 0°6'N 132°53'E    |
| 08.01.1945 | Дайго Мару     | вантажне            | 5224   | 34°28'N 122°39'E  |
| 18.03.1945 | Дайто Мару №2  | траулер             | 188    | 35°00'N, 123°51'E |
| 19.03.1945 | Хакодзаки Мару | транспорт           | 10413  | 33°9'N 122°8'E    |
| 19.03.1945 | Дайто Мару №1  | траулер             | 156    | 34°11'N 123°01'E  |
| 19.03.1945 | Кацура Мару №1 | траулер             |        | 34°11'N 123°01'E  |
| 19.03.1945 | Ейхо Мару №1   | траулер             |        | 34°11'N 123°01'E  |
| 19.03.1945 | Ейхо Мару №2   | траулер             |        | 34°11'N 123°01'E  |
| 26.03.1945 | Синто Мару №1  | вантажне            | 880    | 35°14'N 123°44'E  |